# Янтра-мантра

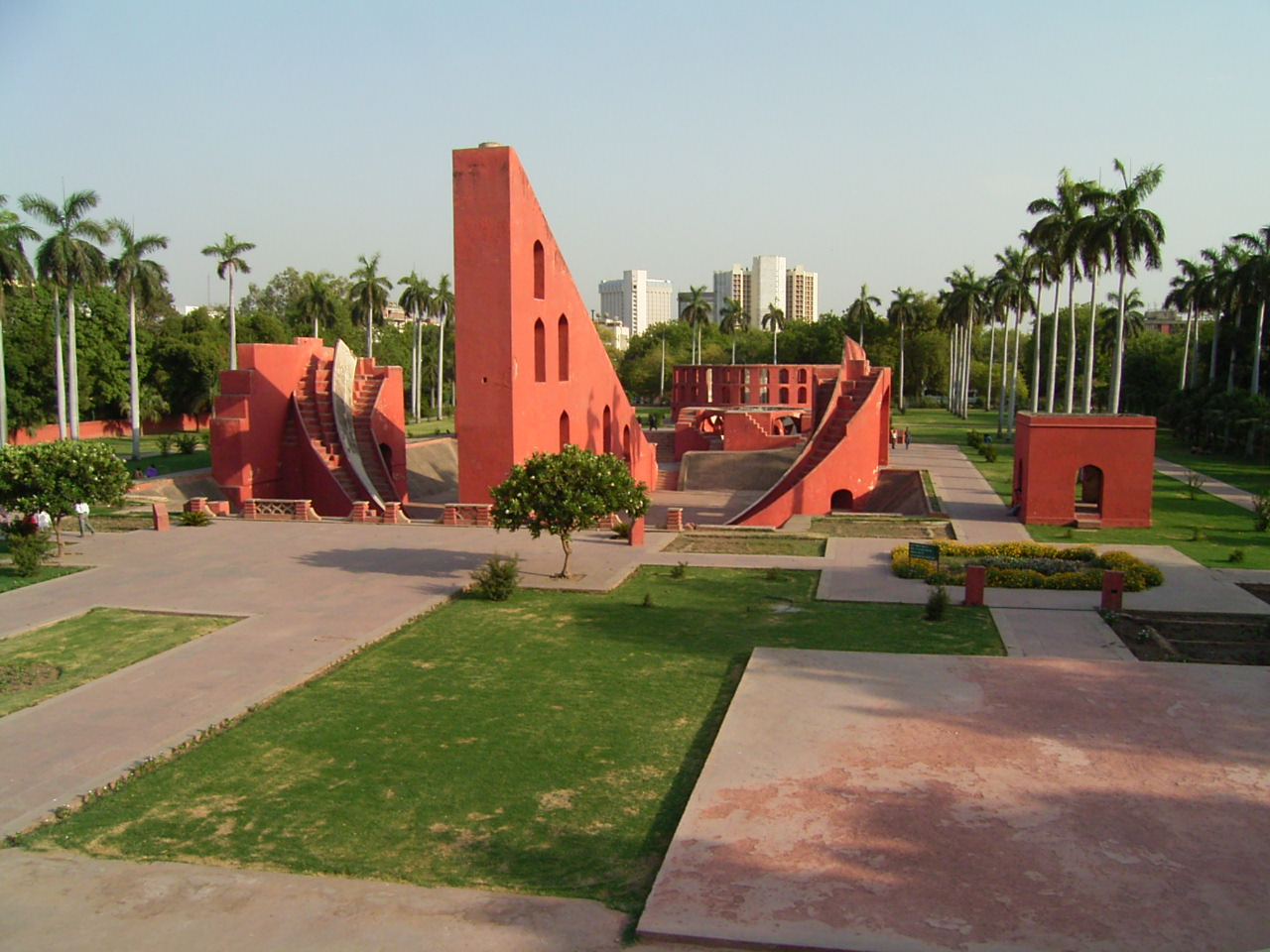
Джантар-мантар у Делі

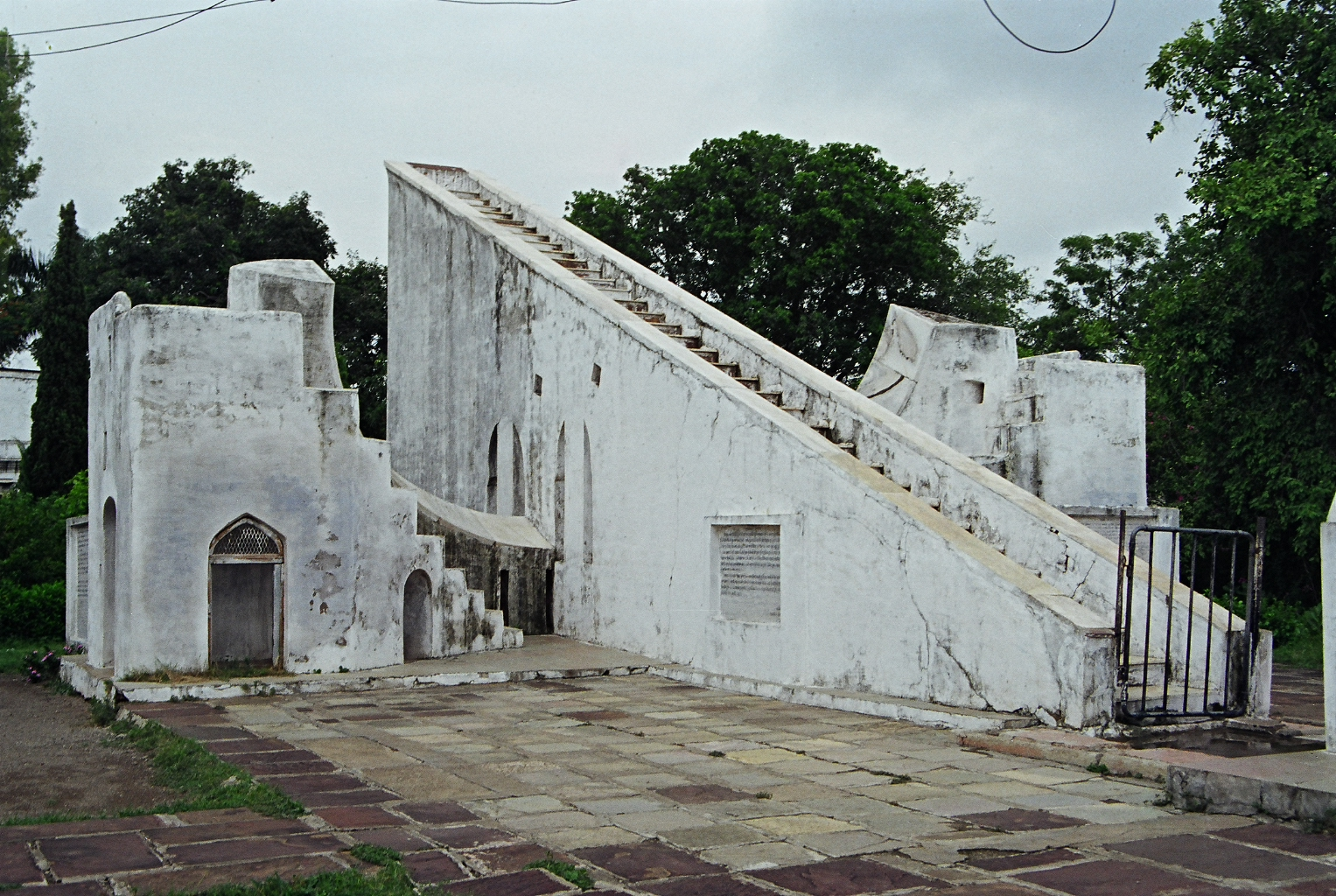
Джантар-мантар в Удджайні

Янтра-мантра або джантар-мантар — стаціонарний астрономічний прилад, що складається з гігантського трикутного гномона з гіпотенузою, паралельною осі Землі. З обох боків гномона розташовані чверті кола, обмежені гномоном та лінією, паралельною екватору. Інструмент призначений для визначення часу з великою точністю та схилення Сонця й інших небесних тіл.
У 18 столітті магараджа Джай Сінґх II з Джайпура наказав збудувати п'ять обсерваторій, що містили б янтра-мантри, у Делі, Джайпурі, Удджайні, Матхурі і Варанасі, Обсерваторії були споруджені між 1724 і 1735 роками. Найвідомішими з них є:
- Джантар-Мантар (Джайпур)
- Джантар-Мантар (Делі)

Назва інструменту походить від слів янтра — «прилад» і мантра, що зокрема означає «формула», «розрахунок». Таким чином, янтра-мантра означає прилад для розрахунків. Головною метою будівництва обсерваторій з янтра-мантрами було складення астрономічних таблиць та передбачення руху Сонця, Місяця і планет.

## Ресурси Інтернету
- Jantar Mantar - The Astronomical Observatories of Jai Singh II [Архівовано 14 квітня 2009 у Wayback Machine.]
- pictures with french text [Архівовано 23 серпня 2007 у Wayback Machine.]

26°55′28.45711″ пн. ш. 75°49′27.32569″ сх. д. / 26.9245714194° пн. ш. 75.8242571361° сх. д.